# Ceràmica impresa

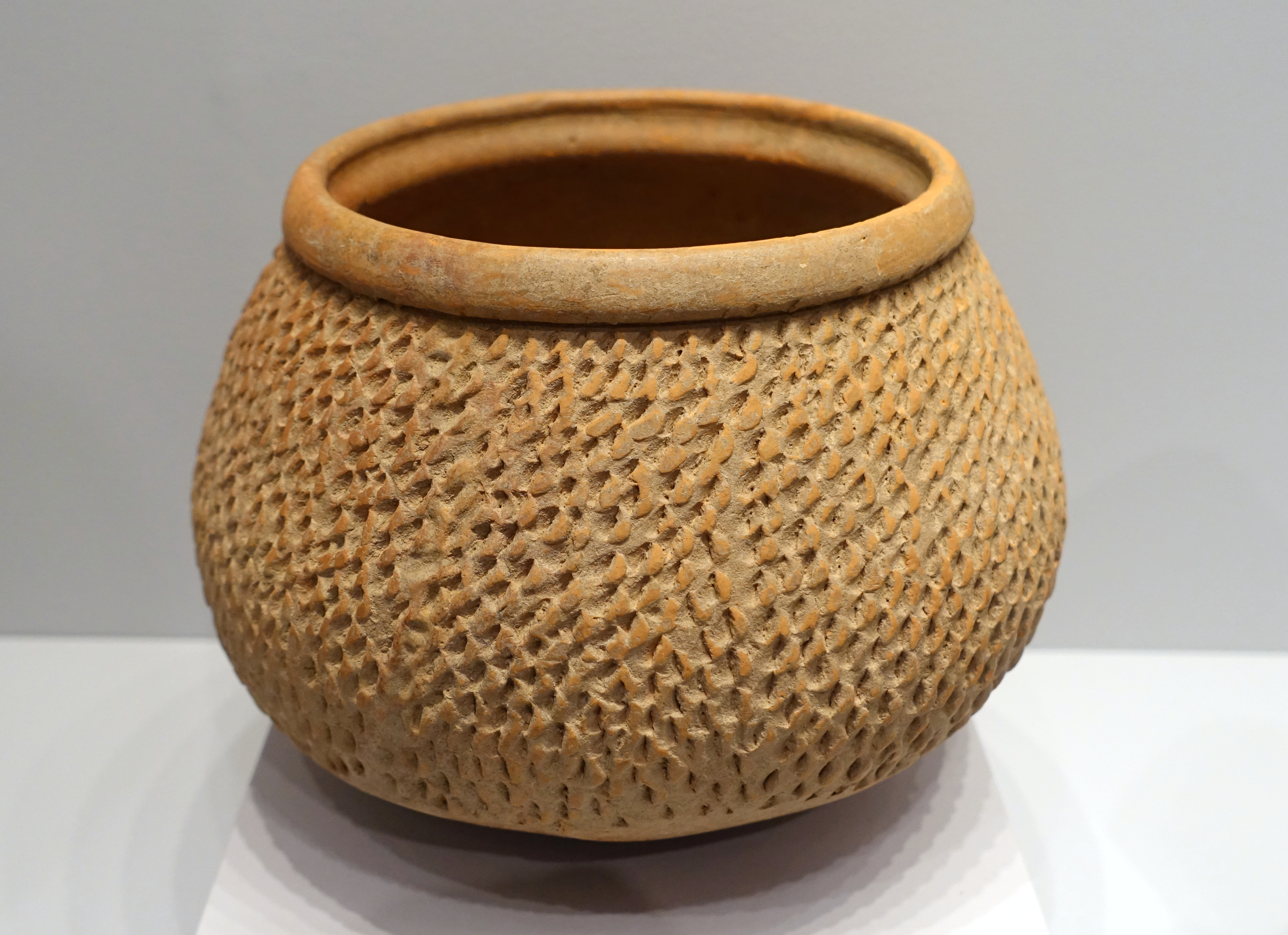
Atuell xinés del Neolític (5000-4000 ae) al Museu de la Universitat Harvard

La ceràmica impresa és un objecte de terrisseria amb la superfície decorada amb tècniques d'impressió quan l'argila encara era tendra. Poden diferenciar-se'n dos tipus: per pressió manual (digitada i ungulada), estretament relacionada amb l'anomenada decoració incisa;[2] o bé per impressió mitjançant una matriu, amb decoracions resultants puntiformes, cuneïformes, de cistelleria, fetes amb cordes o cordades, fetes amb pinta, amb rodetes dentades, cardials (elaborades amb l'ajut de petxines), segellades, etc.
Natacha Seseña, en el seu manual Terrisseria popular, la descriu dins dels recursos elementals de decoració comuna a tota la terrisseria mundial per la seua simplicitat, la identifica amb les tècniques d'incisió, fetes amb les ungles o objectes punxants (ossos, canyes, furgadents), o bé amb eines posteriors més sofisticades tot i que elementals, com «pintes, espàtules o rodetes». Seguint aquest criteri sobre tècniques comunes, i aplicant la definició de Nebrija, la decoració amb impressions, marques o senyals aplicada a la terrisseria hi deixa «una petjada en negatiu, generalment de manera repetitiva». Aquesta barreja de noms i criteris de catalogació fa que molts exemples apareguen sovint com a sinònims (ceràmica incisa, impresa, cardial, cordada, segellada, etc.).

## Tècniques i termes relacionats
De la terminologia, molt diversa, que sol acompanyar les diferents tècniques de decoració impresa (o incisa), poden enumerar-se:
- acanalat: en dibuixar sobre la pasta encara tova «solcs o depressions amples i contínues, poc profunds i de fons corb», fets amb el dit o un punxó de punta ampla i roma.
- arrossegament: quan es tracen línies amples d'incisió sobre l'argila fresca.
- gravat: decoracions per incisió sobre l'argila després de la cocció, utilitzant eines punxants.
- destralejat: cobrir una zona de la peça amb línies «paral·leles transversals o obliqües fetes amb incisió o pintura».
- incisió: decoracions amb línies o ratlles, efectuades amb instruments punxants (amb punta estreta o fina) traçant talls a la superfície de la peça abans de la cocció. Les eines emprades solen adjectivar la tècnica específica (incisió per canya, per punxó, per ungla, per pinta, etc.).
- pentinat: s'hi produeixen incisions paral·leles superficials amb una pinta o altre estri de diverses puntes.
- puntejat: dibuix amb una successió de petits punts, de forma ordenada o desordenada, i a voltes «limitats o no per pintura o incisió».
- mandrinatge: tècnica decorativa amb punxó.

### Ceràmica cordada
Una varietat molt documentada de les tècniques de la ceràmica impresa és la ceràmica cordada, resultant de clavetejar un cordill, pressionant-lo sobre la superfície de la peça de terrissa quan l'argila està en un punt de consistència. El resultat, com una impressió en negatiu, dona lloc a classificacions específiques com la ceràmica cordada datada de l'Eneolític en l'Europa central i septentrional, i molt difosa després a partir del 3000 ae.[6]
Un dels molts exemples d'aquesta difusió va ser-ne la desenvolupada a Amantea, a la península Itàlica, i especialment a Sicília, a l'entorn de l'actual ciutat de Siracusa, coneguda com a cultura de Stentinello.

### Ceràmica incrustada
Tot i que no és una impressió pròpiament dita, l'incrustació és una tècnica decorativa complementària en aquest conjunt, que resulta d'introduir superficialment o embotir còdols, botons de coure, petxines o altres materials, en la peça encara tendra. És una tècnica decorativa que busca contrasts cromàtics, i té una varietat en les tècniques de farciment de pasta blanca (o un altre color), que s'aconsegueixen buidant per pressió manual sobre el fang fresc petits espais per emplenar-los després.

## Tipologia

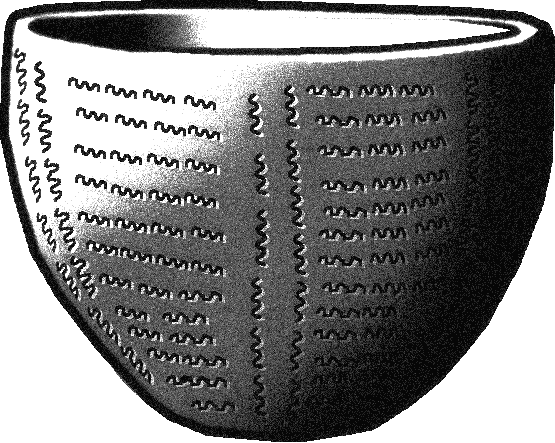
Exemple esquemàtic cardial
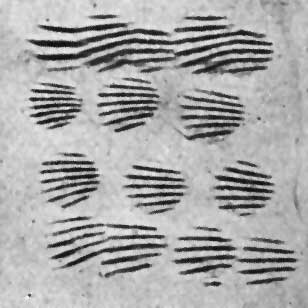
Impressió amb escopinyes. Josep Corominas, Prehistòria de Montserrat (1925)
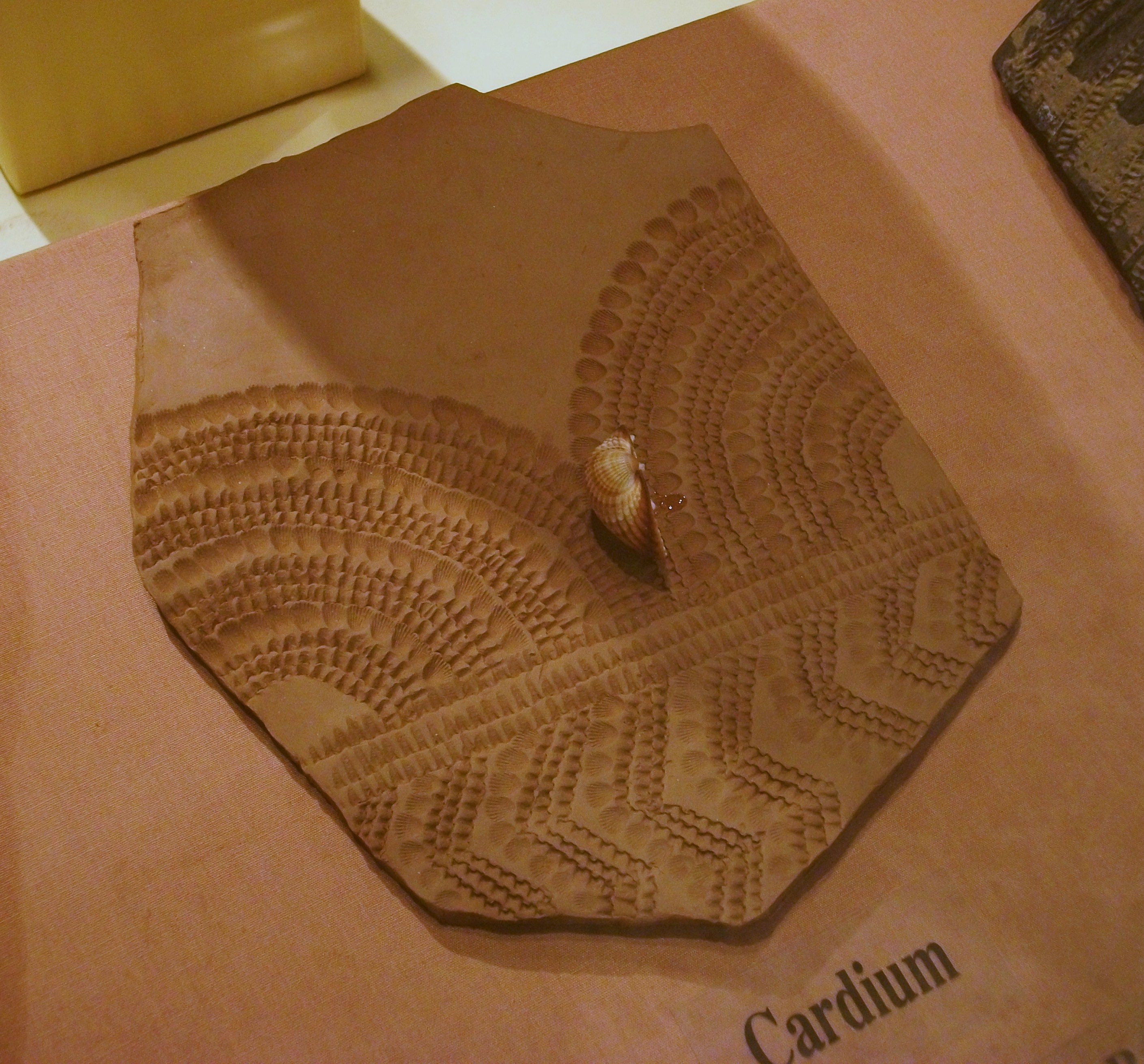
Fragment amb decoració cardial, Museu Arqueològic d'Alcoi
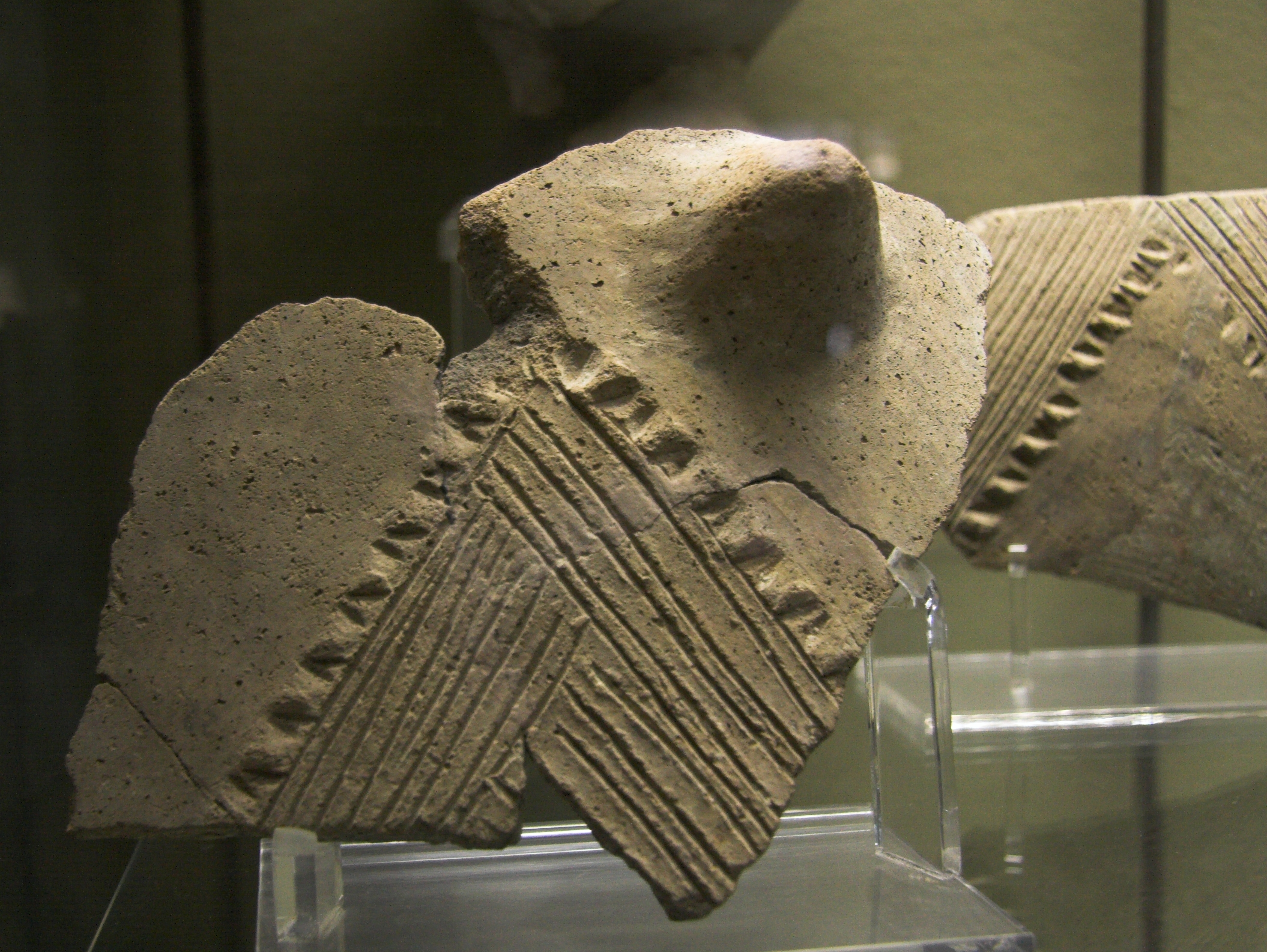
Fragments de ceràmica cordada de Stentinello (ca. 5000 ae, Museu Arqueològic de Siracusa)
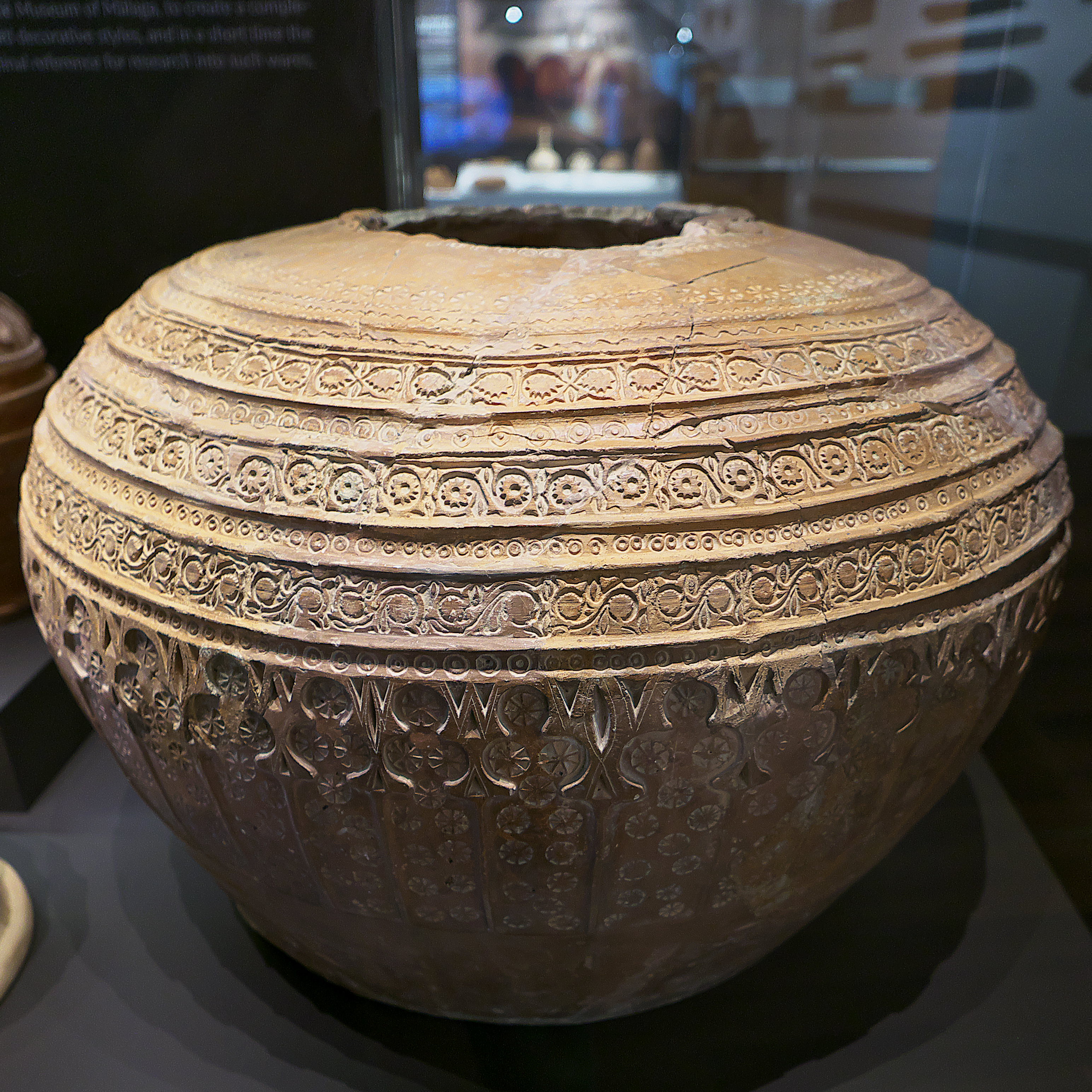
Tenalla decorada per segellat. Període almohade-nassarita (s. XIII-XIV), procedent de l'Alcazaba de Màlaga